# Carl-Frederik Bévort
Carl-Frederik Bévort (* 24. November 2003 in Kopenhagen) ist ein dänischer Radsportler, der Rennen auf Bahn und Straße bestreitet.

## Sportlicher Werdegang
2019 wurde Carl-Frederik Bévort dänischer Junioren-Meister im Omnium. Im Jahr darauf errang er bei den Junioren-Bahneuropameisterschaften die Silbermedaille in der Einerverfolgung. Bei den Straßenradsport-Weltmeisterschaften 2021 belegte er nach einer schweren Erkrankung im Einzelzeitfahren der Junioren Platz vier, während sein Freund und Trainingskollege Gustav Wang Weltmeister wurde. Bei den Bahnradsport-Europameisterschaften 2021 wurde er mit Tobias Hansen, Matias Malmberg und Rasmus Pedersen Europameister in der Mannschaftsverfolgung; auf nationaler Ebene wurde er Junioren-Meister im Einzelzeitfahren und im Straßenrennen.
2022 erhielt Bévort einen Vertrag beim norwegischen Uno-X DARE Development Team. Beim ersten Lauf des UCI Track Cycling Nations’ Cup 2022 in Glasgow belegte er gemeinsam mit Tobias Hansen, Rasmus Pedersen und Robin Skivild Platz drei in der Mannschaftsverfolgung Nach dem dritten Platz in der Mannschaftsverfolgung bei den Weltmeisterschaften 2022 errang er 2023 in Glasgow gemeinsam mit Niklas Larsen, Lasse Norman Leth, Rasmus Pedersen und Frederik Madsen dem Weltmeistertitel, den das dänische Team mit Bévort 2024 erfolgreich verteidigte. In der olympischen Mannschaftsverfolgung 2024 kam Bévort mit dem dänischen Bahn-Vierer auf den vierten Platz.
Auf der Straße erzielte Bévort bei der Fyen Rundt 2023 den ersten Sieg in der Elite bei einem UCI-Rennen. Nach dem U23-Titel im Einzelzeitfahren bei den nationalen Meisterschaften gewann er bei den Europameisterschaften 2023 die Silbermedaille. Zur Saison 2024 wurde er in das UCI ProTeam von Uno-X Mobility übernommen. 

## Erfolge

### Bahn
2019
- Dänischer Junioren-Meister – Omnium

2020
- Junioren-Europameisterschaft – Einerverfolgung

2021
- Europameister – Mannschaftsverfolgung (mit Tobias Hansen, Matias Malmberg und Rasmus Pedersen)

2022
- Dänischer Meister – Einerverfolgung, 1000-Meter-Zeitfahren
- Europameisterschaft – Mannschaftsverfolgung (mit Tobias Hansen, Rasmus Pedersen, Robin Skivild)
- Weltmeisterschaft – Mannschaftsverfolgung (mit Tobias Hansen, Lasse Norman Hansen und Rasmus Pedersen)

2023
- Nations Cup in Jakarta – Mannschaftsverfolgung (mit Tobias Hansen, Rasmus Pedersen, Robin Skivild)
- Nations Cup in Kairo – Mannschaftsverfolgung (mit Tobias Hansen, Rasmus Pedersen, Robin Skivild)
- Weltmeister – Mannschaftsverfolgung (mit Niklas Larsen, Lasse Norman Leth, Rasmus Pedersen und Frederik Madsen)

2024
- Europameisterschaft – Mannschaftsverfolgung (mit Tobias Hansen, Niklas Larsen, Rasmus Pedersen und Frederik Madsen)
- Weltmeister – Mannschaftsverfolgung (mit Tobias Hansen, Niklas Larsen, Rasmus Pedersen und Frederik Madsen)

### Straße
2021
- Dänischer Junioren-Meister – Einzelzeitfahren, Straßenrennen

2023
- Fyen Rundt
- Mannschaftszeitfahren Tour de l’Avenir
- Dänischer U23-Meister – Einzelzeitfahren
- Europameisterschaften (U23) – Einzelzeitfahren